# Łysomice (Koejavië-Pommeren)
Łysomice is een dorp in de Poolse woiwodschap Koejavië-Pommeren. De plaats maakt deel uit van de gemeente Łysomice en telt 1100 inwoners.